# История на Аржентина
Историята на Аржентина обхваща времето от първото човешко присъствие по тези земи до днешни дни и е разделена на четири основни периода: доколумбова епоха или ранна история (до 16 век), колониален период (приблизително 1516 – 1810 г.), войните за независимост и началото на следколониалния период на страната (1810 – 1880 г.) и история на съвременна Аржентина, започваща от около 1880 г.
Най-ранната история на съвременната територия на Аржентина започва с първите човешки селища в южния край на Патагония преди около 13 000 години. Писмената история започва с пристигането на испанските хронисти от експедицията на Хуан Диас де Солис през 1516 г. в Рио де ла Плата – експедиция, която бележи началото на испанското владичество в този регион. През 1776 г. испанската корона основава Вицекралство Рио де ла Плата, съвкупност от територии, от които, с революцията от май 1810 г., започва процесът на постепенно формиране на няколко независими държави, включително т.нар. Обединени провинции Рио де ла Плата. След обявяването на независимост на 9 юли 1816 г., военното поражение на Испанската империя през 1824 г. и продължителна гражданска война в периода 1853 – 1861 г., се създава федерална държава, позната днес като Република Аржентина.

## Доколумбова епоха
Териториите са относително слабонаселени до периода на европейската колонизация. Най-ранните следи от човешко присъствие датират от палеолита, а след това се увеличават по време на мезолита и неолита. Въпреки това големи области във вътрешността очевидно остават ненаселени по време на продължителното засушаване между 4000 и 2000 г. пр.н.е. Уругвайският археолог Раул Солер разделя коренното население на Аржентина на три основни групи: ранен стадий на ловци и събирачи на храна без обработка на керамика, напреднал стадий на събирачи и ловци и ранен стадий на земеделци с обработка на керамика. Артефакти на втората група може да се открият в пампасите и южна Патагония, а третата включва чаруаките и гуараните.
Някои от различните групи включват она в Огнена земя, ягана (в архипелага между протока Бигъл и нос Хорн), теуелче в Патагония, много народи, живеещи в литоралната зона, гуякуру и матако в Чако. Гуараните се разселват в обширни райони на Южна Америка, но се заселват за постоянно само на няколко места в днешна Аржентина.

## Испански колониален период
Европейците за първи път достигат района през 1502 г. с пътуването на Америго Веспучи. През 1516 г. испанският мореплавател Хуан Диас де Солис посещава територията, днес известна като Аржентина, а през 1536 г. Педро де Мендоса основава малко селище на днешното местоположение на Буенос Айрес, което е изоставено през 1541 г. То повторно е създадено през 1580 г. от Хуан де Гарай, а преди това, през 1573 г., Херонимо Луис де Кабрера основава днешния град Кордоба. Тези области са част от Вицекралство Перу със столица Лима, и заселниците пристигат от този град. За разлика от други райони на Южна Америка, заселването на естуара на Рио де ла Плата не е повлияно от треска за злато, поради липсата на благородни метали.
Естествените пристанища в устието на Ла Плата не са използвани по това време, тъй като всички кораби са предназначени за пристанището Каляо, в близост до Лима – обстоятелство, което води до това, че контрабандата се превръща в нормално средство за търговия в градове като Асунсион, Буенос Айрес и Монтевидео.
През 1776 г. испанците основават Вицекралство Рио де ла Плата. То се състои от днешните държави Аржентина, Уругвай и Парагвай, както и голяма част от територията на съвременна Боливия. Буенос Айрес, вече начело на новата политическа структура, се превръща в процъфтяващо пристанище – приходите от мините в Потоси, нарастващата морска търговия, развитието на скотовъдството за износ на кожени изделия и други продукти, както и други политически причини, го издигат постепенно в един от най-важните търговски центрове в региона.
Вицекралството обаче просъществува кратко време поради липсата на вътрешна сплотеност между регионите, от които е съставено, както и недостатъчната испанска подкрепа. След поражението при Трафалгар, което дава на британците превъзходство по море, корабите от Испания отново започват да пристигат рядко. Британците се опитват да нахлуят в Буенос Айрес и Монтевидео през 1806 и 1807 г., но са победени и двата пъти от Сантяго де Линиерс. Тези победи, постигнати без помощта на метрополията, увеличават самоувереността на града.
Началото на Полуостровната война в Испания, пленяването на крал Фердинанд VII и налагането от Наполеон на брат му Жозеф на испанския трон, предизвикват голямо безпокойство във вицекралството. Някои считат, че без крал народите в Америка би трябвало да могат да се управляват сами. Тази идея довежда до многократни опити за отстраняване на местната власт (въстанията в Чикисака, Ла Пас, Монтевидео и бунтът на Алзага в Буенос Айрес), които обаче без изключение са краткотрайни. Нов опит, този път успешен, е Майската революция, която избухва при вестта, че цяла Испания е окупирана, с изключение на Кадис и Леон.

## Войни за независимост
Майската революция сваля от власт вицекраля Балтазар Идалго де Киснерос и го заменя с хунта, Първото събрание (Примера хунта). Промяната не е ограничена само до главата на формата на управление – революцията започва процес на преход от абсолютна монархия към република в съответствие с тогавашните идеи от епохата на Просвещението, макар че са обсъждани и други варианти като конституционна монархия или регентство. Вицекралството е преименувано (от съчетанието е премахната думата „вицекралство“) на Обединени провинции Рио де ла Плата. Въпреки това статусът на различните територии, принадлежащи към бившото вицекралство, се променя многократно по време на войната – някои райони остават лоялни към предишното устройство, други са превземани или отвоювани обратно, и това по-късно води до разделянето им на няколко държави.
Първите военни кампании срещу роялистите са водени от Мануел Белграно и Хуан Хосе Кастели. Хунтата, след разширението ѝ във Велико събрание (Хунта Гранде), е заменена от Първия триумвират. На свой ред той е заменен от Втория триумвират няколко години по-късно, който свиква Събранието от година XIII с цел обявяването на независимост и написването на конституция. Събранието обаче не извършва нито едно от двете неща, а заменя триумвиратите с едноличен държавен глава, Върховния ръководител на Обединени провинции Рио де ла Плата.
По същото време Хосе де Сан Мартин пристига в Буенос Айрес заедно с други генерали от Полуостровната война. Те вливат нови сили на революцията, която е изложена на риск от пораженията на Белграно и Кастели и роялистката съпротива в Банда Ориентал. Карлос Мария де Алвеар превзема Монтевидео, а Сан Мартин започва военна кампания, която обхваща значителна част от испанските територии в Америка. Той създава Армията на Андите в Мендоса и, с помощта на Бернардо О'Хигинс и други чилийци, прекосява Андите и освобождава Чили. С чилийския флот на свое разположение Мартин се премества в Перу, освобождавайки и тази страна от испанците.
Докато Сан Мартин подготвя преминаването на Андите, в Тукуман е свикано ново събрание – Конгресът от Тукуман. Той най-накрая обявява независимостта на страната на 9 юли 1816 г. Боливия я последва през 1825 г., а Уругвай е създаден три години по-късно в резултат на Аржентино-бразилската война.
Обединеното кралство официално признава независимостта на Аржентина на 2 февруари 1825 г., с подписването на Договор за приятелство, търговия и навигация от страна на британския шарже д'афер в Буенос Айрес, Удбайн Периш. Испания признава независимостта на Аржентина едва след няколко десетилетия.

### Гражданска война
Поражението на испанците е последвано от продължителна гражданска война между унитарианците и федералистите, като причините са политическото устройство на страната и ролята на Буенос Айрес в него. Унитарианците смятат, че градът трябва да ръководи по-слабо развитите провинции, като седалище на една силна централизирана власт. Федералистите от друга страна считат, че страната трябва да е федерация на автономни провинции – като успешния пример на Съединените американски щати. През този период Аржентинската конфедерация е без държавен глава, след като поражението на унитарианците в битката при Сепеда слага край на управлението на Върховните ръководители и на конституцията от 1819 г. През 1826 г. е проведен нов опит да се напише конституция, довел до избирането на Бернардино Ривадавия за президент на Аржентина, но изборът е отхвърлен от провинциите. Ривадавия подава оставка поради лошото ръководство във войната срещу Бразилия и конституцията от 1826 г. е отменена.
По това време губернаторите на провинция Буенос Айрес получават правомощия да ръководят международните отношения на конфедерацията, включително войните и плащането на дългове. Доминиращата фигура през този период е федералистът Хуан Мануел де Росас, който е представян по различен начин от различните историографски течения в Аржентина: либералните историци обикновено го считат за диктатор, а ревизионистите го подкрепят въз основа на защитата му на националния суверенитет.
Росас управлява провинция Буенос Айрес от 1829 до 1852 г., посрещайки многобройни военни заплахи – от провинции, опитващи да се отцепят, от съседни страни и дори от европейски държави. Въпреки че Росас е федералист, той продължава да държи митническите постъпления от Буенос Айрес под изключителния контрол на града, макар другите провинции да очакват да получат част от приходите. Росас счита, че това е справедлива мярка, тъй като само Буенос Айрес изплаща външния дълг – натрупан от заема, който Ривадавия взима от Baring Brothers, войната за независимост и войната срещу Бразилия. Той създава собствени полувоенни формирования, Sociedad Popular Restauradora, по-известни като Mazorca.
Нежеланието на Росас да свика ново събрание, което да приеме конституция, довежда до обръщането на генерал Джусто Хосе де Уркиса от провинция Ентре Риос срещу него. Уркиса побеждава Росас в битката при Касерос и свиква събрание. Новоприетата аржентинска конституция от 1853 г. е, с някои изменения, все още в сила и до днес. Тя обаче не е приета веднага от провинция Буенос Айрес, която се отделя от конфедерацията и се завръща едва няколко години по-късно. Първият президент на обединената държава е Бартоломе Митре.

## История на съвременна Аржентина

### Разширяване на границите и депресията от 1890 г.
През втората половина на 19 век в Аржентина настъпва икономическо развитие, свързано с модернизации в земеделието, чуждестранни инвестиции, нови железопътни линии и пристанища, както и имиграционна вълна от Европа. Митре побеждава Чачо Пенялоса, отслабвайки федералистката фракция. Аржентина се присъединява към Уругвай и Бразилия срещу Парагвай във войната на Тройния съюз, която приключва по време на управлението на Сармиенто с поражението на Парагвай и анексирането на част от нейната територия от Аржентина. През 1868 г. Митре е наследен като президент от Доминго Фаустино Сармиенто, който насърчава развитието на общественото образование, културата и телеграфите. Сармиенто побеждава последните федералистки настроени каудильоси (политически и военни водачи в провинциите).
Николас Авелянеда, следващият президент на Аржентина, разширява националните граници на юг със завладяването на Патагония, водено от неговия министър Хулио Рока. Тази военна кампания отнема по-голямата част от териториите на местните племена и намалява тяхното население. Един последен въоръжен конфликт с Митре и Карлос Техедор слага окончателно край на гражданската война с федерализацията на Буенос Айрес.
Икономиката на страната преминава от екстензивно към индустриално земеделие, но все още няма силен прогрес към индустриализацията. В разгара на икономическата експанзия, приетият през 1884 г. Закон 1420 за общото образование гарантира всеобщо, безплатно и освободено от религия образование за всички деца.
В края на 19 и началото на 20 век Аржентина временно решава граничните си спорове с Чили с Граничния договор от 1881 г., Спора от пустинята Атакама от 1899 г. и Общия арбитражен договор от 1902 г.
През 1890 г. икономиката на страната е засегната от Дългата депресия, и членовете на Гражданския съюз започват Революцията от парка – неуспешен бунт срещу президентския мандат на Мигел Хуарес Селман от Националната партия за автономия. Въпреки че това не е сред основните ѝ цели, революцията довежда до принудителната оставка на Селман и бележи упадъка на Поколението от 80-те. Аржентина търпи сериозни лишения в условията на рецесията – със спад на реалния БВП от 11% между 1890 и 1891 г. Ефектът се усеща и в Лондон, където кризата става известна като Паниката от 1890 г..
През 1904 г. Алфредо Паласиос, член на Социалистическата партия на Хуан Джусто (основана през 1896 г.), става първият социалистически депутат в Аржентина, като представител на работническата класа от квартал Ла Бока в Буенос Айрес.
През тези години, системата е доминирана от Националната партия за автономия. Това се променя, когато президентът Роке Санц Пеня, един от най-прогресивните консерватори, въвежда всеобщо, тайно и задължително право на глас за мъжете със Закон 8871, което помага на Радикалния граждански съюз да спечели следващите избори.

### Радикалните правителства (1916 – 1930)
Политическата сцена в Аржентина е доминирана от консервативните сили до 1916 г., когато радикалите начело с Иполито Иригойен печелят първите национални избори с въведено всеобщо избирателно право за мъжете. На 745 000 граждани е разрешено да гласуват (от общо население от 7,5 милиона души – имигрантите, които представляват по-голямата част от населението, нямат право на глас), като от тях 400 000 се въздържат. Иригойен обаче получава само 45% от гласовете, което не му позволява мнозинство в парламента, където водеща сила остават консерваторите. По този начин, от 80 законопроекта, предложени от изпълнителната власт, само 26 са одобрени от консервативното мнозинство. Предложението за умерена земеделска реформа е отхвърлено от парламента, както и тези за корпоративен данък върху лихвите и създаването на Банка на републиката (която е трябвало да изпълнява функциите на днешната Централна банка на Аржентина, основана през 1935 г.).
Политиката на Иригойен се състои във „фиксиране“ на системата, като се приемат необходимите реформи, които биха позволили на селскостопанския модел на износ да се запази. Това променя умерените социални реформи към потушаване на социалните движения. През 1918 г., в университета в Кордоба се заражда студентско движение, което в крайна сметка довежда до реформа, която бързо се разпространява в останалата част от Латинска Америка.
Трагичната седмица на януари 1919 г., по време на която Аржентинската регионална работническа федерация (FORA, основана през 1901 г.) призовава за обща стачка, завършва със 700 убити и 4000 ранени, след като полицията открива стрелба. Генерал Луис Делепиан се насочва към Буенос Айрес за възстановяване на гражданския ред. Социалните брожения след това продължават в британската компания Forestal и в Патагония, където Eктор Варела оглавява военните репресии със съдействието на Аржентинската патриотична лига, убивайки близо 1500 души.
От друга страна, през 1921 г. администрацията на Иригойен играе важна роля при приемането на Кодекса на труда, утвърждавайки правото на стачка, приема закони за минималната работна заплата и колективните трудови договори. Тя също така е инициатор за създаването на Dirección General de Yacimientos Petrolíferos Fiscales (YPF), държавната петролна компания – през юни 1922 г. Радикализмът на Иригойен отхвърля класовата борба и препоръчва социално помирение.
В същото време, радикалите продължават политиката на неутралитет на Аржентина по време на Първата световна война, въпреки желанието на САЩ да ги подтикне към обявяване на война на Тройния съюз. Неутралитетът позволява на Аржентина да изнася стоки за Европа, по-специално за Великобритания, както и да дава кредити за воюващите сили. Германия потопява два аржентински кораба, Монте Protegido на 4 април 1917 г. и Toro, но инцидентът завършва само с изгонването на германския посланик, Карл фон Люксбург. Иригойен организира Конференция на неутралните сили в Буенос Айрес, за да се противопостави на опитите на Съединените щати да въвлекат държавите от американския континет във войната в Европа, а също така поддържа съпротивата на Сандино срещу САЩ в Никарагуа.
През септември 1922 г., администрацията на Иригойен отказва да следват политиката на санитарен кордон срещу Съветския съюз, и, като се базира на помощта, предоставена на Австрия след войната, решава да изпрати в СССР помощ в размер на 5 милиона песос.
През същата година Иригойен е заменен от своя съперник в рамките на радикалното движение, Марсело де Алвеар – аристократ, който побеждава консервативната Concentracion Nacional на Норберто Пинеро с 458 457 срещу 200 080 гласа. Алвеар събира в кабинета си личности от традиционно управляващите класи, като например Хосе Никола Матиенсо в Министерството на вътрешните работи, Агустин Джусто във военното министерство, Анхел Галярдо за външната политика, и др.
В началото на 20-те години, разрастването на анархисткото движение, подхранвано от емиграциите и депортациите от Европа, създава ново поколение ляво настроени активисти в Аржентина. Новите леви, предимно анархисти и анархо-комунисти, отхвърлят идеите на старите радикални и социалистически елементи в Аржентина, за сметка на незабавни действия. Екстремисти като Северино ди Джовани, открито апелират към насилие и пропаганда на дела. Вълната от бомбени атентати и престрелки с полицията кулминира в опита за убийство на американския президент Хърбърт Хувър, при посещението му в Аржентина през 1928 г.
През 1921 г. е основана контрареволюционната организация Logia General San Martín, която разпространява националистически идеи сред военните в Аржентина до разпадането си през 1926 г. Три години по-късно, Роберто де Лаферер основава Републиканската лига, по подобие на черноризците на Бенито Мусолини в Италия. На десницата в Аржентина най-голямо влияние оказват испанския писател от 19 век Марселино Менендес и Пелайо и френския роялист Шарл Морас. Също през 1922 г., поетът Леополдо Лугонес, който приема идеите на фашизма, произнася прословутата си реч в Лима, известна като „времето на меча“, в присъствието на военния министър и бъдещ диктатор Аугустин Джусто, в която призовава към военен преврат и установяване на военна диктатура.
През 1928 г. Иригойен е преизбран, побеждавайки кандидата на Antipersonalistas (консервативното крило на радикалите) Леополдо Мело, който е подкрепен от Конфедерацията на десните крила, образувана след среща, организирана от Хулио Архентино Рока-младши.

### Позорното десетилетие
През 1929 г. Аржентина е четвърта в света по БВП на глава от населението. Тези години на просперитет завършват с Катастрофата от 1929 г. и разпрострялата се в световен мащаб Голяма депресия. През 1930 г. военен преврат, подкрепен от Аржентинската патриотична лига, сваля Иполито Иригойен от власт и го заменя с Хосе Феликс Урибуру. Подкрепа за преврата оказва аржентинската икономика. Също така поредицата от бомбени нападения и стрелби, включващи радикални анархисти, отблъсква умерените елементи на аржентинското общество и разгневява консервативната десница, която от дълго време е агитирана за решителни действия от страна на военните сили.
С военния преврат започва период, известен като Позорното десетилетие (на испански: Década Infame), характеризиращ се с изборни измами, преследване на политическата опозиция (най-вече Радикалния граждански съюз) и корупция в правителството – всичко това на фона на Голямата депресия.
През 1934 г. между Аржентина и Великобритания е подписан Договорът Рока-Рънсиман, който е в полза на британската икономика и е силно осъден от лявонастроената FORJA начело с Артуро Мартин и други противници на решението на Марсело Алвеар.
Колапсът на международната търговия води до индустриален растеж, фокусиран върху заместването на вноса, което би трябвало да даде по-силна икономическа независимост за страната. Политическите конфликти се увеличават, белязани от конфронтацията между десните фашисти и левите радикали, докато ориентираните към военните среди консерватори контролират правителството. Въпреки че мнозина смятат изборите за опорочени, през 1937 г. за президент е избран Роберто Ортис, който встъпва в длъжност на следващата година, но поради крехкото си здраве е заменен (де факто през 1940 г., де юре от 1942 г.) от вицепрезидента Рамон Кастильо.

### Революцията от 1943 г.
Гражданското правителство е близо до присъединяване към Съюзниците, но много от офицерите в аржентинската армия (както и обикновени граждани) са против това поради страх от разпространението на комунизма. Елитът и хората се оказват разделени в подкрепата си към британските и германските интереси.
На 4 юни 1943 г. организацията Grupo де Oficiales Unidos, която е таен съюз между военни лидери като Педро Пабло Рамирес, Артуро Росон Еделмиро Фарел и протежето на Фарел – Хуан Доминго Перон, провежда марш до Каса Росада (седалището но аржентинския парламент) и иска оставката на президента Кастильо. След часове на заплахи целта им е постигната и президентът подава оставка. Това събитие се смята от историците като официален край на Позорното десетилетие.
След преврата начело на властта застава Рамирес. В периода 1911 – 13 г. той е бил в армията на кайзера, жена му е германка, а през 1930 – 1932 г. е изпратен в италианската армия. Въпреки симпатиите си към силите на Оста, Рамирес не обявява война на противниците им (най-големият съсед на Аржентина, Бразилия, вече е влязла във войната на страната на Съюзниците през 1942 г.).
През 1944 г. Рамирес е заменен от Фарел, армейски офицер от ирландско-аржентински произход, който е прекарал две години в армията на Мусолини през 20-те години. Първоначално, неговото правителство продължава да поддържа неутрална политика. Към края на войната, Фарел решава, че ще бъде в интерес за Аржентина, да се включи към печелившата страна. Подобно на други държави от Латинска Америка, Аржентина обявява война на Германия, без намерение за предоставяне на войски.
По време на Втората световна война близо 4000 аржентинци отиват в чужбина, за да се присъединят като доброволци към британските и канадските въоръжени сили. Над 600 души служат като доброволци в Кралски военновъздушни сили и ВВС на Канада, най-вече в 164-та аржентинско-британска ескадрила.
Преди и след войната Аржентина е една от дестинациите за еврейските бежанци. Понастоящем Аржентина е една от страните с най-големи еврейски общности извън Израел. От друга страна, в края на войната много нацисти бягат в Аржентина и изчезват сред населението с фалшива самоличност. През 1945 г. хиляди празни паспорти са изпратени в Германия, за да позволят влизането в страната на германци, желаещи да избегнат съюзнически плен или съд.

### Перонистките години
През 1946 г., президент става генерал Хуан Перон; неговата популистка идеология добива популярност като перонизъм. Съпругата му – известната Ева Перон, играе водеща политическа роля до смъртта си през 1952 г. Перон налага цензура чрез закриването на 110 печатни издания между 1943 и 1946 г. По време на управлението му броят на профсъюзните работници и държавните програми се увеличава. Правителството на Перон следва изолационистка външна политика и опитва да намали политическото и икономическото влияние на други страни.
Перон увеличава държавните разходи и това води до инфлация. От началото на 1948 до началото на 1950 г. песото губи около 70% от стойността си, през 1951 г. инфлацията достига 50%. Членове на опозицията са затваряни, някои от тях – измъчвани. Перон освобождава от длъжност много значими и способни съветници, като в същото време издига служители, до голяма степен благодарение на личната им лоялност. Перон е свален от власт през 1955 г. чрез преврат (Revolucion Libertadora), воден от Едуардо Лонарди и осъществен с подкрепата на католическата църква. Диктаторът се оттегля в изгнание и в крайна сметка се заселва във франкистка Испания.

### Revolución Libertadora(1955 – 1958)
В Аржентина 50-те и 60-те години на 20 век са период, запомнен с честите държавни преврати, ниския икономически растеж през 1950-те и високите темпове на растеж в края на периода. Аржентина се изправя пред проблеми на продължителни социални и трудови искания. Творбите на аржентинския художник Антонио Берни от тези години са отражение на социалните трагедии в периода и пресъздават най-вече живота в копторите (т.нар. villas miseria).
След Revolucion Libertadora, Едуардо Лонардо остава на власт за кратко време и е наследен от Педро Арамбуру, президент от 13 ноември 1955 до 1 май 1958 г. През юни 1956 г. двама перонистки генерали, Хуан Хосе Вале и Раул Танко, правят опит за преврат срещу Арамбуру, повлияни от чистката в армията, отмяната на социални реформи и преследването на синдикални лидери. Те също така настояват за освобождаването на всички политически и трудови активисти и възстановяването на конституционния ред. Опитът бързо е потушен: генерал Вале и други военни са екзекутирани, двадесет цивилни граждани са арестувани в домовете им и разстреляни, а телата са хвърлени на сметището в Леон Суарес.
Заедно с бомбардировките на Casa Rosada на Плаза де Майо през юни 1955 г., клането в Леон Суарес е един от най-важните събития, които отприщват последвалия цикъл от насилие. По-късно, през 1970 г., Педро Арамбуру е отвлечен и екзекутиран за това клане от Фернандо Абал Медина, Емилио Ангел Маца, Марио Фирмених и други, който сформират движението Montoneros. Хулио А. Трокслер, „революционер-перонист“, е един от малкото, избягали от клането. Всички други са изхвърлени в Леон Суарес, в провинция Буенос Айрес. Родолфо Уолш описва свидетелствата му в книгата си Operación masacre. През 1973 г. при правителството на Кампора, Трокслер става началник на полицията в Буенос Айрес, но по-късно е убит от Аржентинския антикомунистически алианс (по-известен като Трите А) по време на правителството на Исабел Перон. Родолфо Уолш е убит след преврата на Видела през 1976 г.
През 1956 г. са проведени извънредни избори за промяна на конституцията на страната. Радикалната партия начело с Рикардо Балбин печели мнозинство, въпреки че 25% от всички бюлетини са предадени празни в знак на протест сррещу забраната на Перонистката партия. Също така в подкрепа на перонистите лявото крило на Радикалната партия, водена от Артуро Фрондиси, напуска Конституционното събрание. Мнозинството в събранието е сериозно засегнато от това отстъпничество и успява само да възстанови конституцията от 1853 г., с единственото допълнение на член 14 bis, който изброява някои социални права.

### Цивилни правителства (1958 – 1966)
Забраната на перонизма продължава по време на слабите граждански правителства в периода 1958 – 1966 г. Фрондиси, кандидат на UCRI, печели президентските избори през 1958 г., като получава около 4 милиона гласа срещу 2,5 милиона за Рикардо Балбин. От Каракас, Перон подкрепя Фрондиси и призовава привържениците си да гласуват за него, като смята, че той ще доведе до края на забраната за перонисткото движение и възстанови социалното работническо законодателство, гласувано по време на управлението на Перон.
От друга страна Фрондиси следва програма, която предизвиква опасения сред католиците-националисти, довели между 1960 и 1962 г. до създаването на крайнодясната група Movimiento Nacionalista Tacuara.
„Такуара“, първата градска партизанска група в Аржентина, участва в няколко антисемитски атентата, особено след залавянето на Адолф Айхман от Мосад през 1960 г. По време на посещението на президента на Съединените щати Дуайт Айзенхауер в Аржентина през февруари 1962 г. „Такуара“ застава начело на националистическите демонстрации срещу него, което води до арестуването и лишаването от свобода на някои от лидерите на групата, сред които Джо Бакстер.
Правителството на Фрондиси пада през 1962 г., отново след намеса на военните, след поредица от победи на перонистките кандидати на местните избори. Хосе Мария Гуидо, председател на Сената, предявява искането си към президентския пост въз основа на конституцията, преди дълбоко разделените военни да се договорят за името на нов президент.
В новите общи избори през 1963 г. не е позволено участието нито на перонистите, нито на комунистите. Артуро Илия от Радикалната народна партия печели, а местните избори и частичните избори през следващите няколко години са в полза на перонистите.
Групата „Такуара“ е поставена извън закона от Илия през 1965 г., някои от нейните членове в крайна сметка се присъединяват към перонистката левица (като Джо Бакстер), докато други остават на крайно десни позиции (например Алберто Ескура Урибуру, който ще се обвърже с Трите A, Аржентинския антикомунистически алианс).
Независимо от факта, че страната се развива икономически по време на мандата на Илия като президент, в крайна сметка той е свален с военен преврат през 1966 г. Отстраняването на президента Артуро Илия първоначално получава широка подкрепа, но по-късно населението съжалява за това.

### Revolución Argentina(1966 – 1973)
В разгара на нарастващите работнически и студентски размирици, през юни 1966 г. е извършен нов преврат, самоопределящ се като Revolucion Argentina (Аржентинска революция), който установява генерал Хуан Карлос Онгания като президент де факто, подкрепен от няколко от лидерите на Общата конфедерация на труда, сред които главния секретар Аугусто Вандор. Онгания е последван от поредица от президенти, назначавани от военните.
Докато предходните военни преврати са насочени към установяване на временни, преходни хунти, то Revolucion Argentina, начело с Онгания, е насочена към създаването на нов политически и социален ред, който да се противопостави на либералната демокрация и комунизма, и да даде на аржентинската армия водеща, политическа роля в икономическото рационализиране на страната. Политологът Гилермо О'Донъл нарича този тип режими „авторитарно-бюрократична държава“ – по отношение както на Revolucion Argentina, така и на бразилския военен режим през 1964 – 1985 г., диктатурата на Аугусто Пиночет (започнала през 1973 г.) и режима на Хуан Мария Бордабери в Уругвай.
Министърът на икономиката на Онгания, Адалберт Кригер Васена, постановява замразяването на заплатите и 40%-на девалвация, което повлиява на състоянието на аржентинската икономика, най-вече в земеделието, и облагодетелства чуждестранния капитал. Васена прекратява колективните трудови договори, внася поправки в законодателството, които установяват частичен монопол на държавното предприятие Yacimientos Petroliferos Fiscales (YPF), и прокарва закон, улесняващ изгонването в случай на неплащане на наем.
На 29 юли 1966 г., Онгания нарежда насилственото прочистване на пет учреждения на Буеносайреския университет от федералната полиция – събитие, известно като Нощта на дългите палки (La Noche de los Bastones Largos). Сградите са заети от студенти, преподаватели и завършили (членове на автономното управление на университета), които се противопоставят на военната намеса на правителството в университетите и анулирането на университетската реформа от 1918 г. Репресиите в университета довеждат до изгнанието на 301 университетски преподаватели, включително Мануел Садоски, Тулио Алперин Донги, Серхио Багу и Рисиери Фрондиси.
През май 1968 г., генерал Хулио Алсогарай влиза в разногласия с Онгания и се разпространяват слухове за възможен преврат. Алсогарай застава начело на консервативната опозиция на президента. В края на месеца, Онгания освобождава от постовете им лидерите на военните: Алехандро Ланусе заменя Хулио Алсогарай, Педро Няви е на мястото на Бениньо Варела, а Хорхе Мартинес Зувирия заменя Адолфо Алварес.
На 19 септември 1968 г. две важни събития засягат революционния перонизъм. Джон Уилям Кук, бивш личен делегат на Перон и идеолог на перонистката левица, както и приятел на Фидел Кастро, умира от естествена смърт. Второто събитие е залавянето на малка група от 13 мъже и една жена, чиито усилия са насочени към въвеждането на фокизма в провинция Тукуман и оглавяването на съпротивата срещу военната хунта. Сред тях е Енвар ел Кадре, тогавашният лидер на Перонистката младеж.
През 1969 г. Общата аржентинска конфедерация на труда (начело с Раймундо Онгаро) оглавява социалните протести – най-вече Кордобасо, както и други протести в Тукуман и Санта Фе. През декември същата година повече от 20 свещеника, членове на Movimiento de Sacerdotes para el Tercer Mundo (MSTM, Движение на свещеници за Третия свят), тръгват за Casa Rosada да връчат петиция на Онгания с молба да се откаже от плана си за ликвидиране на т.нар. „градове-коптори“.
Междувременно Онгания въвежда корпоратистка политика, експериментирайки предимно в Кордоба – град под губернаторското управление на Карлос Хосе Кабайеро. Движението на свещениците излиза с декларация, подкрепяща социалистическите революционни движения, което принуждава римокатолическата църква в Аржентина чрез говорителя си Хуан Карлос Арамбуру, помощник-архиепископ на Буенос Айрес, да забрани на свещеници да правят политически или социални декларации.

### Растяща нестабилност (1969 – 1976)
По време на фактическото управление на Revolución Argentina, левицата започва да възвръща сили чрез нелегалните движения, най-вече с помощта на въоръжените партизански групи. По-късно, от завърналия се на власт перонизъм се очаква да успокои обстановката, но се получава точно обратното – създава се растяща дистанция между дясната и лявата фракции на перонистите, ескалирала в няколко години на насилие и политическа нестабилност, които приключват с държавния преврат от 1976 г.

#### Подривните години (1969 – 1973)
През април 1969 г. са извършени няколко въоръжени акции от Fuerzas Armadas de Liberación (FAL), съставена от бивши членове на Революционната комунистическа партия, което води до редица арести сред членовете ѝ. Това са първите леви градски партизански действия в Аржентина. Освен тези изолирани действия, избухва и въстанието Кордобасо, предизвикано от Общата конфедерация на труда и лидерът ѝ в Кордоба, Агустин Тоско, което поражда демонстрации в цялата страна. През същата година е създадена Народната революционна армия – като военизирано крило на троцкистката Работническа революционна партия, с цел отвличане и убиване на аржентинци.
Последният от военните президенти де факто, Алехандро Ланусе, е назначен през 1971 г.

#### Периодът на Кампора (1973)
На 11 март 1973 г. в Аржентина се провеждат общи избори за първи път от десет години. На Перон е попречено да се кандидатира, но избирателите гласуват за президент за неговия заместник – д-р Ектор Кампора. Той побеждава опонента си от Радикалния граждански съюз, печелейки 49,5% от гласовете след кампания, базирана на предизборната платформа за възстановяване на страната. Начело на вълната от масова подкрепа, Кампора встъпва в длъжност на 25 май с церемония, която е приветствана от огромно народно множество от Перонисткото младежко движение, Montoneros, FAR и FAP (Fuerzas Armadas Peronistas) на Пласа де Майо. Новият президент приема сериозна позиция по отношение на десните перонисти, обявявайки по време на първата си реч: La sangre derramada no será negociada („За пролятата кръв няма да се преговаря“). Кубинският президент Освалдо Дортикос и чилийският му колега, Салвадор Алиенде, присъстват на встъпването в длъжност, докато Уилям Роджърс, държавен секретар на САЩ, и уругвайският президент Хуан Бордабери, не успяват да пристигнат, блокирани в колите си от тълпите. На същия ден, под натиска на демонстрантите, са освободени политическите затворници. Правителството на Кампора включва прогресивни фигури като министъра на вътрешните работи Естебан Риги и министъра на образованието Хорхе Таиана, но също така в него влизат и членове на работнически и десни перонистки фракции, като например Хосе Лопес Рега, личен секретар на Перон и министър на социалните грижи, член на масонската ложа П-2. Сподвижниците на Перон имат силно мнозинство в двете камари на Конгреса.
Правителството на Кампора следва традиционната перонистка икономическа политика, подкрепяща националните пазари и преразпределението на богатството. Една от първите мерки на Хосе Бер Гелбард като министър на икономиката е да увеличи заплатите на работниците. Въпреки това, петролната криза от 1973 г. сериозно засяга аржентинската икономика, силно зависима от петрола. В първия месец от управлението на Кампора има почти 600 социални конфликта, стачки или окупации на сгради. Военните признават победата на Кампора, но стачките, както и подкрепяното от държавата насилие, продължават с неотслабваща сила. Добива популярност лозунгът „Кампора в правителството, Перон във властта“, който изразява реалното настроение сред народа.

#### Завръщането на Перон (1973 – 1974)
Сред нарастващия терор – както от десните, така и от левите, Перон решава да се завърне и да поеме президентския пост. На 20 юни 1973 г., два милиона души го чакат на летището в Есеиса. От трибуната на Перон, маскирани въоръжени лица от крайната десница (някои от тях от организацията Трите A, основана от Хосе Лопес Рега), откриват стрелба по тълпата, съставена предимно от привърженици на младежкото перонистко движение и Montoneros, убивайки най-малко тринадесет и ранявайки повече от триста души (това добива известност като Клането в Есеиса). Кампора и вицепрезидентът Солано Лима подават оставка на 13 юли. За временно изпълняващ длъжността, който да организира избори, е избран Раул Алберто Ластири, зет на Хосе Лопес Рега и член на П-2. Привържениците на Кампора, като канцлера Хуан Карлос Пюиг и министъра на вътрешните работи Естебан Риги, веднага са заместени съответно от Алберто Винес и Бенито Лямби, а Ejército Revolucionario del Pueblo (ERP – Народна революционна армия) е обявена за „терористична организация“ и разпусната. На 23 септември Перон печели изборите с 61,85% от гласовете, заедно с третата си съпруга, Мария Естела Исабел Мартинес де Перон като вицепрезидент.
Перонистките десни групировки печелят решителна победа и Перон поема президентския пост през октомври 1973 г., месец след преврата на Пиночет в Чили. Актовете на насилие обаче, включително и от Трите А, продължават да застрашават обществената сигурност. На 25 септември 1973 г. е убит Хосе Игнасио Ручи, генерален секретар на Общата конфедерация на труда и приятел на Перон – според слуховете от Montoneros. Правителството прибягва до редица извънредни декрети, включително за създаването на специален орган на изпълнителната власт, който да се справи с насилието.
Церемонията по встъпване в длъжност е на 12 октомври. Във втория си период като президент, Перон работи за постигане на политически мир чрез нов съюз между бизнеса и трудещите се, и възстановяването на страната. Харизмата на Перон и миналите му заслуги по отношение на работещите, му помагат да задържи подкрепата на работническата класа. За разлика от него, Исабел де Перон е неопитен политик, а Лопес Рега е известен като човек с многобройни окултни интереси, включително астрология, и привърженик на дисидентски католически групи. Икономическата политика е насочена към преструктуриране на заплатите и девалвация на валутата, с цел привличане на чуждестранни капиталови инвестиции в Аржентина. Лопес Рега е свален от поста съветник от Исабел де Перон през юни 1975 г. Генерал Нума Лаплан, главнокомандващ на армията, който подкрепя администрацията по време на Лопес Рега, е заменен от генерал Хорхе Рафаел Видела през август 1975 г.

#### Управлението на Исабел (1974 – 1976)
Перон умира на 1 юли 1974 г. На поста президент го наследява жена му, но управлението ѝ е разклатено от икономически крах (инфлацията се изстрелва нагоре, а БВП се свива), вътрешнопартийни перонистки борби и нарастващ брой терористични актове на бунтовници като ERP и други паравоенни движения. След смъртта на Перон, Montoneros, водена от Марио Фирмених, решава предпазливо да мине в нелегалност. Исабел Перон е отстранена от длъжност от военния преврат на 24 март 1976 г., който отваря път на последното и може би най-жестоко управление на Аржентина, Националния реорганизационен процес.

### Управление на Националния реорганизационен процес (1976 – 1983)
След преврата срещу Исабел Перон, въоръжените сили официално упражняват властта, чрез хунта, водена до 10 декември 1983 г. последователно от Хорхе Видела, Роберто Виола, Леополдо Галтиери и Рейналдо Биньоне. Тяхната програма за управление е наречена Национален реорганизационен процес.
В края на 1960-те и началото на 1970-те години, марксистко-ленинските милиции (например Народната революционна армия) си служат с агресивна тактика, която понякога води до насилие. По-късно, военната хунта използва тези действия като оправдание за своите още по-брутални мерки. Доктрината на идеологическата война на аржентинските военни е насочена към премахване на социалната основа на бунтовете. На практика, това означава убийството на много студенти, интелектуалци и работнически организатори от средната класа, повечето от които нямат почти никаква връзка с бунтовниците.
Цената за това, което военните наричат „Мръсната война“, е висока по отношение броя на убитите и нарушените основни човешки права. Хиляди смъртни случаи се дължат на различни партизански атаки и покушения. Комисията за изчезналите от 1984 г. документира изчезването и вероятната смърт в ръцете на военния режим на около 11 000 души, относително малко на брой от които вероятно са били кадри на Montonero или ERP. Правозащитни организации смятат, че над 30 000 души са „принудително изчезнали“ (арестувани, измъчвани и екзекутирани тайно, без съдебен процес) в периода 1976 – 1983 г. Само Народната революционна армия признава за загубата на около 5000 бойци.
Сериозните икономически проблеми, нарастващите обвинения в корупция, общественото недоволство и поражението на страната във Фолкландската война през 1982 г. – всичко това, събрано заедно, дискредитира военната хунта. Под силен обществен натиск, военното управление вдига забраната за политическите партии и постепенно възстановява основните политически свободи.

#### Конфликтът в протока Бигъл
Конфликтът набира сила още през 1960-те години, когато Аржентина започва да твърди, че островите Пиктън, Ленъкс и Нуева в протока Бигъл по право ѝ принадлежат. През 1971 г. Чили и Аржентина подписват споразумение, което официално предава на арбитражен съд претенциите на страните в протока. На 2 май 1977 г. съдът постановява, че островите и всички прилежащи им образувания принадлежат на Чили.
На 25 януари 1978 г., аржентинската военна хунта, начело с генерал Хорхе Видела, обявява решението за нищожно и подновява претенциите си над островите. На 22 декември 1978 г., Аржентина започва операция „Соберания“ на спорните острови, но нападението е прекратено поради известни опасения:
Вестник „Кларин“ обяснява няколко години по-късно, че тази предпазливост се е основавала отчасти на военни причини. За да се постигне победа, някои от целите е трябвало да бъдат достигнати преди седмия ден след нападението. Някои военни са счели това време за недостатъчно, поради трудностите свързани с транспортирането през андските проходи.
Според „Кларин“, опасенията са от две възможни последици. Първо, тези, които се колебаят, се боят от възможна регионализация на конфликта. На второ място, като следствие от това, в конфликта би могла да се намеси някоя от големите сили. В първия случай, хората, които е трябвало да взимат решения, обмислят вероятността от намеса на Перу, Боливия, Еквадор и Бразилия. Тогава великите сили също биха могли да вземат страна. В този случай, разрешаването на конфликта ще зависи не от воюващите страни, а от страните, доставящи оръжието.
През декември същата година, малко преди Видела да подпише декларацията за обявяване на война на Чили, папа Йоан Павел II се съгласява да посредничи между двете страни. Дипломатическият представител на папата, Антонио Саморе, успешно предотвратява войната и предлага нова окончателна граница, според която трите спорни острова ще останат чилийски. Аржентина и Чили се съгласяват с предложението му и подписват Договора от 1984 г. за мир и приятелство между Чили и Аржентина, слагайки край на спора.

### Завръщането към демокрация (1983-настояще)
На 30 октомври 1983 г., аржентинците отиват до урните за избор на президент, вицепрезидент, както и национални, регионални и местни органи на властта, в избори, признати от международните наблюдатели за справедливи и честни. Страната се завръща към конституционно управление, след като Раул Алфонсин, кандидат на Радикалния граждански съюз (UCR), получава 52% от вота за президент. Неговият шестгодишен мандат започва на 10 декември 1983 г.
Пет дни по-късно, той създава Национална комисия за изчезване на хора (CONADEP), начело с писателя Ернесто Сабато. Също по време на президентството на Алфонсин обаче, на 24 декември 1986 г. под натиска от страна на военните е гласуван Ley de Punto Final – закон, предоставящ амнистия за всички престъпления, извършени преди 10 декември 1983 г. Едва през юни 2005 г., Върховният съд отменя всички закони за амнистия и разследването започва отново.
По време на управлението на Алфонсин е подписан Договор за мир и приятелство от 1984 г. между Чили и Аржентина и са поставени основите на общ търговски пазар между страните в Южна Америка – Меркосур.
През 1985 и 1987 г., голямата избирателна активност на междинните избори демонстрира продължаващата обществена подкрепа за силна и енергична демократична система. Правителството, управлявано от Радикалния граждански съюз, предприема мерки за разрешаване на някои от най-належащите проблеми на страната, включително за изчезналите по време на военните хунти, установяване на граждански контрол над въоръжените сили и укрепване на демократичните институции. Едно от най-големите постижения на администрацията на Алфонсин е намаляването на корупцията в обществените учреждения. Все пак, постоянните търкания с военните, неспособността за разрешаване на някои икономически проблеми, наследени от военната диктатура и голямата съпротива от страна на синдикатите, намаляват ефективността на правителството на Алфонсин, който на президентските избори през 1989 г. отстъпва поста на перонисткия кандидат Карлос Саул Менем.
Като президент, Карлос Менем започва основна промяна на аржентинската вътрешна политика. Мащабните структурни реформи изменят ролята на държавата в икономическия живот на Аржентина. По ирония на съдбата, перонистът Менем ръководи приватизацията на много производства, които Перон е национализирал. Менем не е склонен да използва правомощията на президентството за издаването на декрети, когато Конгресът не е в състояние да постигне консенсус по предложени от него реформи. Тези правомощия са ограничени до известна степен с реформирането на Конституцията през 1994 г., в резултат на сключването на т.нар. Маслинен договор (Pacto де Olivos) с опозиционната Радикална партия. Това споразумение отваря пътя за Менем да търси преизбиране и той печели с 50% от гласовете в тристранната президентска надпревара през 1995 г. По това време се заражда движинието на пикетеросите.
На изборите през 1995 г. за първи път се появява умерения ляв политически съюз FrePaSo. Тази алтернатива на двете традиционни политически партии в Аржентина е особено популярна в столицата Буенос Айрес, но ѝ липсва националната структура на перонистите и радикалите. Като важно развитие в политическия живот на Аржентина, и трите основни партии в надпреварата през 1999 г. възприемат икономическа политика за свободен пазар.
През октомври 1999 г., кандидат за президент на алианса UCR-FrePaSo е Фернандо де ла Руа, който побеждава перонисткия претендент Едуардо Дуалде. След като поема поста през декември 1999 г., Де ла Руа следва програма на МВФ за намаляване на държавните разходи, увеличаване на приходите и реформи в приходите от местни данъци и такси, за да успее да държи федералния бюджетен дефицит под контрол.
Към края на 2001 г., Аржентина е изправена пред застрашителни икономически проблеми. Натискът на МВФ за обслужване на външния дълг, принуждава Аржентина да девалвира песото, което е фиксирано към щатския долар, или като алтернатива напълно да доларизира икономиката си. Строгите съкращения на бюджета, в това число 13%-ното намаление на заплати за 2 милиона служители от публичния сектор, не успяват да ограничат бързо нарастващия държавен дълг на почти 100 милиарда долара в аржентински облигации, увеличаването на разходите по обслужване на дълга и по-нататъшното ограничаване на достъпа до международни кредити, въпреки що-годе успешния суапов дълг, уреден от Доминго Кавальо с повечето носители на облигации. На междинните избори през октомври 2001 г., избирателите реагират на бързо влошаващото се икономическо положение, като лишават алианса от мнозинството му в долната камара.
През декември 2001 г., икономиката се влошава драстично. В резултат на последвалите размирици има десетки смъртни случаи. Министърът на икономиката Доминго Кавальо подава оставка, но това не предотвратява колапса на управлението на Де ла Руа. На 20 декември, президентът също подава оставка, но политическата криза също е изключително сериозна, в резултат на предходната оставка на вицепрезидента Карлос Алварес Чачо през 2000 г. Председателят на Сената става временно изпълняващ президент до Националния конгрес два дни по-късно, на който Адолфо Родригес Саа е избран да завърши мандата на Де ла Руа. Но и Родригес Саа подава оставка седмица по-късно на 31 декември, като оставя поста на председателя на Камарата на депутатите (тъй като Сенатът е в процес на годишния си избор за председател) като временно изпълняващ.
Най-накрая, на 2 януари 2002 г., Националният конгрес избира перониста Едуардо Дуалде, загубилия кандидат в последните президентски избори, за президент. Песото първо е девалвирано с 29%, след това е изоставено фиксирането към долара. Към юли 2002 г., националната валута се е обезценила до една четвърт от предишната си стойност.
Президентът Дуалде намира страната в криза. Неговото управление трябва да се справи с вълната от протести, и то със сравнително толерантна политика, която да намали насилието. Дуалде избира за министър на икономиката умерения икономист Роберто Лаваня.
След една година Дуалде смята задачите си за изпълнени, и под натиска на някои политически фактори, призовава за избори, които през април 2003 г. довеждат на власт Нестор Киршнер, перонисткият губернатор на провинция Санта Крус.
Президентът Киршнер встъпва в длъжност на 25 май 2003 г. Той прави вътрешни промени в ръководството на въоръжените сили; отменя спорните закони за амнистия, които защитават членовете на диктатурата от 1976 – 1983 г. от съдебно преследване и запазва Лаваня като министър на икономиката през по-голямата част от управлението си.
Парламентарните избори през септември 2007 г. се провеждат в десет провинции и Киршнеровият Фронт за победата печели в шест от тях. Ермес Бинер е избран за губернатор на Санта Фе, превръщайки се в първия социалистически губернатор в историята на Аржентина и първия не-перонист, който управлява богатата провинция Санта Фе. Фабиана Риос от ARI се превръща в първата жена, която е избрана за губернатор на провинция Огнена земя, а от юни 2007 г. за кмет на Буенос Айрес е избран Маурисио Макри.
На 10 декември 2007 г., Кристина Фернандес де Киршнер поема президентския пост от мъжа си, след като печели изборите с 44% от гласовете. Нестор Киршнер остава влиятелен политик по време на мандата на Кристина Фернандес де Кирхшер – пресата въвежда термина „президентски брак“, за да се отнася и към двамата едновременно. Някои политически анализатори сравняват този тип президентство с двувластие. След като предлага нова система за данъчно облагане на селскостопанските стоки за износ, правителството на Кристина Фернандес е изправено пред конфликт със селскостопанския сектор. Протестът на производителите, който продължава над 129 дни, бързо се политизира и е повратна точка в нейното управление. Системата е окончателно отхвърлена в Сената от гласуването против на вицепрезидента Хулио Кобос.
Политическият стил на управление се променя със смъртта на Нестор Киршнер. Кристина бавно се дистанцира от традиционната структура на хустисилиастите и вместо това облагодетелства Campora – група от млади поддръжници, водена от сина ѝ Максимо Киршнер.